# 阿道夫·希特勒的性取向
阿道夫·希特勒的性取向一直是历史学家和其他学者探讨的主题，同时也是一些人猜测并流传的传言。在希特勒的一生中，他确实和一些女人有过感情经历，也有证据表明他对同性恋行为有着强烈的厌恶，而且并无证据表明他有过同性戀行为。在希特勒的女性情人中，有两人最终自杀，一人在自杀未遂的八年后死于并发症，还有一人曾试图自杀但未成功。
阿道夫·希特勒留给公众的个人形象一直是一个没有私生活的禁欲男人，他把自己的生活全部奉献给他的政治任务和第三帝國。他和爱娃·勃劳恩的关系持续了近14年，而这段关系却只对希特勒的私人圈子公开，公众无从知晓。爱娃的传记作者Heike Gortemaker表示希特勒和爱娃二人有着正常的性生活。1945年4月末，希特勒和爱娃正式结婚，之后不到40小时，二人一同自杀。
盟军在二战时曾试图分析希特勒的内心世界并做出过两份报告。兰格（Walter C. Langer）在1943年提交给美国战略情报局（OSS）的报告中称希特勒一直在压抑自己的同性恋倾向并患有勃起功能障碍，並且他还有食粪的嗜好（Coprophile）。同年，心理学家亨利·穆雷（Henry Murray）也曾给OSS写过另一份报告，报告的结论与前一份类似。希特勒在纳粹党内的主要政敌之一，奥托·施特拉塞尔也在二战后对他的审问者说过类似的事情。而英国历史学家伊恩·克肖则表示奥托·施特拉塞尔的陈述其实是“丑化希特勒的政治宣传”。
在希特勒死后的调查中，关于希特勒性取向的不同说法纷纷出现：同性恋、双性恋、無性戀。但都没有确凿的证据来证实这些观点。大部分历史学家都认为希特勒是一个异性恋者。据说希特勒还和一名法国女子育有一个私生子，名为Jean-Marie Loret，然而主流历史学家，比如伊恩·克肖则表示这种可能性极低。

## 历史中的描述
希特勒的性生活一直以来都是人们猜测并流传的话题，而其中的很多内容都是他的政敌在添油加醋之后流传出来的。虽然人们知道希特勒私人社交圈子里的很多成员的性取向，但人们仍然缺乏能证明希特勒本人性取向的确凿证据。现存的关于希特勒私生活的证据很大一部分都来源于他的私人社交圈，比如他的副官、秘书、阿尔伯特·斯佩尔以及作曲家威廉·理查德·瓦格纳的家族成员等等。有证据表明在希特勒的一生中他曾对多名女性产生过迷恋之情，也有证据表明他非常厌恶同性恋行为，也没有证据表明他有过同性恋行为   。英国历史学家伊恩·克肖称，希特勒排斥性行为以及人际接触，包括同性恋行为以及卖淫，这一点在他年轻时的维也纳流浪岁月里表现得尤为突出，他很害怕染上性傳染病。
伊恩·克肖称，希特勒在一战中作为一名士兵时从不参与战友间关于性行为的讨论，当战友们因他的禁欲而和他打趣时，希特勒如此回应道：“找一个法国女人寻求性爱会令我羞愧而死。”以及“你们还有没有德意志荣誉感？”当有战友问他是否爱过一个女孩时，希特勒回答道：“我从来没有时间去做那些事，以后我也不会抽出时间去做。”

## 和女性的关系
希特勒留给公众的个人形象一直是一个没有私生活的禁欲男人，把自己的生活全部奉献给他的政治任务和德意志第三帝国  。希特勒自己则认为他对于女性是有着吸引力的，这在一定程度上是因为他位高权重。施佩尔曾回忆道，希特勒曾表达过自己对不那么有智慧的女性的青睐，原因是这样的女人不会干涉他的工作，也不会令他在休闲时间里不得放松。对此伊恩·克肖猜测，希特勒更偏爱那种易于控制的年轻女子，伊恩·克肖注意到，在和希特勒有过密切关系的女性中，至少有3人（伊娃·布劳恩、潔莉·羅包爾l以及Maria Reiter）的年龄远低于希特勒：爱娃·布劳恩比希特勒小23岁，格莉·劳巴尔比他小19岁，Reiter比他小21岁。
希特勒住在慕尼黑时的个人圈子中的一名成员恩斯特·汉夫施丹格尔（Ernst Hanfstaengl）曾写道：“我感觉希特勒应该属于那种似是而非的男人，他不是完全的同性恋，也不是完全的异性恋……我可以确信的是，希特勒患有阳痿，而且是那种受压抑的自慰型男人。”尽管如此，汉夫施丹格尔还是知道希特勒曾追求美国大使的女儿Martha Dodd未果，这也使他确信希特勒确有异性恋倾向。汉夫施丹格尔还说，电影制作人莱莱尼·里芬斯塔尔早年曾试图与希特勒恋爱，但希特勒拒绝了她。玛格达·戈培尔也曾邀请希特勒参加各种聚会并鼓励他去和女性交往，但希特勒也表示没有兴趣。当亲纳粹的外国女性（比如Unity Mitford，用枪自杀未遂并于多年后死于枪伤并发症的英国社交名流）来探访希特勒时，他通常对她们大谈政治。

### 格利·劳巴尔
希特勒非常喜欢比自己小19岁的外甥女潔莉·羅包爾。1925年在潔莉·羅包爾的母亲成为希特勒的管家之后潔莉·羅包爾就开始住在希特勒的居所，尽管二人关系的本质和发展程度都未可知，但伊恩·克肖则称这段关系带有潜在的“性依赖”因素。在当时曾有传闻称希特勒和他的外甥女之间有浪漫关系。1931年9月，潔莉·羅包爾在希特勒慕尼黑公寓用希特勒的枪自杀了。她的死给希特勒留下了深切而持久的心痛。

### 伊娃·布劳恩
希特勒和伊娃·布劳恩的关系持续了近14年，这段关系只有希特勒私人圈子里的人知道，公众无从知晓。希特勒在自己的小圈子（这个圈子里的大部分人都活到了战后）里谈及爱娃时表现得十分坦诚，他们两个人也像一对夫妻一样在贝希特斯加登一起生活过。希特勒的贴身男仆海因茨·林格（Heinz Linge）在自己的回忆录中写到，在贝格霍夫的别墅中，希特勒和爱娃共有两个浴室和两个卧室，两人的屋子之间有相互连通的门。在大多数的晚上，希特勒都会和爱娃在自己的书房里共处，之后再一同就寝。爱娃一般会穿着睡袍或是居家服装，还会喝红酒；希特勒喝的则是茶。布劳恩的传记作者Heike Gortemaker称二人有着正常的性生活。爱娃的朋友和亲戚曾回忆道，爱娃曾看着一张于1938年拍摄的内维尔·张伯伦坐在希特勒位于慕尼黑的公寓里的沙发上的照片发笑，并说道：“张伯伦可不知道那张沙发上发生过什么。”
希特勒的信件表明他很喜欢爱娃，还会在爱娃去参与体育运动或是回来晚时为她担心。希特勒的秘书特劳德尔·荣格称，在战争期间，希特勒每天都会给爱娃打电话，当爱娃住在慕尼黑希特勒为她买的住所时，希特勒会为她的安全担忧。荣格曾经问过希特勒为何不结婚，希特勒回答道：“如果我结婚的话，我没有足够的时间和妻子共处”。希特勒还告诉荣格他不想要孩子，因为一旦有了孩子，“孩子们就会经历一段非常艰难的时期，因为别人会盼着他们拥有和他们那对著名父母一样的天赋，人们不允许他们成为普通人”。最后，1945年4月末，希特勒和爱娃在柏林的元首地堡结婚，之后不到40个小时，二人一同自杀。

## 希特勒对同性恋的观点
希特勒的政权迫害同性恋者，将大约5000至15000人送到了集中营；其中有大约2500到7500人死亡。恩斯特·罗姆曾是希特勒的亲密战友——唯一一个叫他“阿道夫”的人——但在1934年的“长刀之夜”后，希特勒将罗姆和其他冲锋队领导人的同性恋行为称作堕落且不道德的行为。1941年8月，希特勒宣称同性恋就像瘟疫一样危险且具有传染性，并支持党卫队全国领袖海因里希·希姆莱将男同性恋从军队和党卫队中开除的做法。男同性恋在納粹德國是非法的，這些人不是被关进监狱就是被直接送进集中营。

## 恋童指控
赫爾曼·勞施寧声称在希特勒的一战军事档案中有一个条目是关于希特勒和一名军官参与过的性侵男童事件的，軍事法庭认定他们有罪。勞施寧还说希特勒曾在慕尼黑因违反德國刑事法第175條（认定男同性恋有罪的法律）而被定过罪，具体情况还是与男童发生性关系。但是没有证据能证明勞施寧所说的这两次事件。

## 兰格和穆雷在二战时交给OSS的报告
1943年，瓦爾特·查爾斯·蘭格给美国战略情报局（OSS）提交了一份研究报告，题目是《对阿道夫希特勒进行的心理分析：他的生活与传言》，为的是让盟军能更好地了解这个独裁者。这份报告在后来被扩充为一部名为《阿道夫希特勒地内心世界：战时秘密报告》（1972年）的书，书中写道希特勒一直在压抑自己的同性恋倾向，并说他是个患有阳痿的对粪便有特殊嗜好的人。心理学家亨利·穆雷同样在1943年给OSS写过一份心理研究报告，题目是《对阿道夫希特勒人格的研究：对他未来行为的预测以及在现在以及德国投降后对付他的办法》，他同样称希特勒有嗜粪癖，但在诊断中总结到希特勒患有精神分裂症。希特勒在纳粹党内的政敌奥托·施特拉塞尔在战后对OSS的审问者说希特勒曾强迫格利·劳巴尔在他身上排尿并排便。伊恩·克肖则表示奥托·施特拉塞尔这么说是“用异常的性行为来丑化希特勒”。

## 最近的指控
在希特勒死后的调查中，关于希特勒性取向的不同说法纷纷出现：同性恋、双性恋、无性恋。还有人声称他和自己的外甥女格利·劳巴尔发生过性行为。
在1995年出版的《粉红万字徽》（The Pink Swastika）一书中，作者斯科特·萊弗利和凯文·艾布拉姆斯断言称大部分纳粹高官都是同性恋，而且有证据表明同性恋都很危险且具有暴力倾向。而主流历史学家们都批评这本书内容不准确且篡改史实。为南方贫困法律中心撰稿的Bob Moser表示这本书受到同性戀恐懼组织的推崇，并且历史学家们都同意书中的观点是“完全错误的”  。
马萨诸塞大学洛厄尔分校的傑克·努桑·波特在1998年写到：“希特勒歧视同性恋者吗？他是否对自己的同性恋身份感到羞耻？这些心理历史学领域的内容已经超出了我们所知道的范围。我自己的感受是希特勒是一名传统意义上的性冷淡者，而且还有着古怪的性癖好。
历史学家洛薩·馬赫坦在《希特勒的隐秘》（The Hidden Hitler，2001年）一书中声称希特勒是一名同性恋者。这本书对希特勒年轻时在维也纳的经历进行了猜测，并探讨了他在成年时期与罗姆、汉夫施丹格尔以及埃米爾·莫里斯等人的关系，还对门德草案（Mend Protocol）进行了研究，这份草案是由汉斯·门德（Hans Mend，曾在一战中与希特勒一同服役）在1920年代早期提交给慕尼黑警方的一系列指控。美国记者Ron Rosenbaum对Machtan的著作进行了极大的批判，声称“Machtan的证据不够确凿，而且常常连证据都算不上”。大多数学者都不赞同馬赫坦的观点，并相信希特勒是一名异性恋者    。2004年，HBO电视台曾以馬赫坦的理论为基础制作过一部纪录片，名字是《不為人知的元首：辩论希特勒的性取向之谜》。

## 註腳
1. 1 2  Kershaw 2008，第219頁.
2. ↑  Kershaw 2001，第635頁.
3. ↑  Kershaw 2008，第23–24, 219頁.
4. 1 2  Nagorski 2012，第81頁.
5. 1 2  Kershaw 2008，第22–23, 219頁.
6. 1 2  Joachimsthaler 1999，第264頁.
7. ↑  Kershaw 2008，第23–24頁.
8. ↑  Kershaw 2001，第92頁.
9. ↑  Kershaw 2001，第93頁.
10. ↑  Shirer 1960，第130頁.
11. ↑  Bullock 1999，第563頁.
12. ↑  Speer 1971，第138頁.
13. ↑  Kershaw 2001，第284頁.
14. ↑  Hanfstaengl 1957，第123頁.
15. ↑  Larson 2011，第160–162頁.
16. ↑  Bach 2007，第92頁.
17. ↑  Gunther 1940，第8頁.
18. 1 2  Kershaw 2008，第218–219頁.
19. ↑  Bullock 1999，第393–394頁.
20. ↑  Kershaw 2008，第219, 378, 947頁.
21. ↑  Linge 2009，第39頁.
22. ↑  Görtemaker 2011，第168–171頁.
23. ↑  Connolly 2010.
24. ↑  Speer 1971，第139頁.
25. 1 2  Galante & Silianoff 1989，第96頁.
26. ↑  Beevor 2002，第342–344, 359頁.
27. ↑  Evans 2005，第534頁.
28. ↑  Gunther 1940，第6頁.
29. ↑  Kershaw 2008，第315頁.
30. ↑  Evans 2008，第535頁.
31. ↑  Evans 2008，第535–536頁.
32. ↑  Langer 1972，第137–138頁.
33. ↑  Langer 1943，第2頁.
34. ↑  Langer 1972.
35. ↑  Langer 1943，第196頁.
36. ↑  Langer 1943，第138頁.
37. ↑  Murray 1943.
38. ↑  Vernon 1942.
39. ↑  Rosenbaum 1998，第134頁.
40. ↑  Jensen 2002.
41. ↑  Mueller 1994.
42. ↑  Moser 2005.
43. ↑  Porter 1998.
44. ↑  Rosenbaum 2001.